# Plectiscidea aquilonia
Plectiscidea aquilonia är en stekelart som beskrevs av Humala 2003. Plectiscidea aquilonia ingår i släktet Plectiscidea och familjen brokparasitsteklar. Inga underarter finns listade i Catalogue of Life.